# Kumaga
Kumaga é uma vila localizada no Distrito Central em Botswana. Possuía, em 2011, uma população estimada de 758 habitantes.